# P700
P700，或光系统I主要供体，（其中P代表色素）是与光系统I相关联的反应中心叶绿素a分子。其吸收光谱峰值为700纳米。当光系统I吸收光时，电子在P700叶绿素中被激发到更高的能级。得到的具有激发电子的P700被命名为P700*，并且是最强的生物还原剂（相对于最强的生物氧化剂，光系统II的P680+）。其氧化还原电位估计为1.2V。随后，初级电子受体捕获电子。I型光系统使用铁氧化物样铁-硫簇蛋白作为末端电子受体。
光系统I比光系统II（P680）更为复杂，因为它具有更复杂的接收系统，在其整体结构中拥有更多的亚基，并且可以表现出从激发的P700*到电子受体的循环或非循环电子转移。

## 参阅
- P680
- 光系统 I
- 光系统 II